# 法泉寺温泉
法泉寺温泉（ほうせんじおんせん）は静岡県掛川市上西郷（旧国遠江国）にある温泉。

## 泉質
- 単純硫黄泉
  - 源泉温度17.4℃

## 歴史
1440年（永享12年）に曹洞宗寺院の法泉寺を草創した舂屋宗能が、夢枕に現れた白髪の仙人の教えに従ったところ、地面に差した杖から霊泉が湧き出たのが始まりとされる。

## 温泉宿
掛川市北部の山間にある法泉寺川の河畔に、2軒の旅館（滝本館・小杉館）が存在する。

## 交通アクセス
- 掛川市自主運行バス居尻線「法泉寺温泉」停留所から徒歩約2分。（東海道新幹線・JR東海道線・天竜浜名湖鉄道線掛川駅からで約20分。）
- 東名高速道路 掛川ICから静岡県道38号掛川大東線・静岡県道39号掛川川根線経由で約7km、約15分。
- 新東名高速道路 森掛川ICから静岡県道40号掛川天竜線・静岡県道81号焼津森線経由で約12.5km、約25分。